# Florian Bruns (Medizinhistoriker)
Florian Bruns (* 1978 in Husum) ist ein deutscher Medizinhistoriker.

## Leben
Von 1998 bis 2006 studierte er Humanmedizin, Geschichte und Philosophie in Göttingen, Wien und Berlin (Studienaufenthalte in Douala). Nach der medizinhistorischen Promotion 2007 an der Medizinischen Hochschule Hannover war er von 2012 bis 2017 wissenschaftlicher Mitarbeiter am Institut für Geschichte der Medizin, Charité – Universitätsmedizin Berlin. Seit 2022 ist er W3-Professor für Ethik und Geschichte der Medizin und Zahnmedizin an der TU Dresden.
Seine Forschungsschwerpunkte sind Geschichte der Medizin im 19. und 20. Jahrhundert, Medizin im Nationalsozialismus, Medizin und Patientengeschichte in der DDR, ethische Fragen am Lebensende und Geschichte der Medizinhistoriografie.
Im ehrenamtlichen Bereich ist er stellvertretender Vorsitzender des Landesverbandes Berlin-Brandenburg des Fahrgastverbandes Pro Bahn e.V.

## Schriften (Auswahl)
- Medizinethik im Nationalsozialismus. Entwicklungen und Protagonisten in Berlin (1939–1945). Stuttgart 2009, ISBN 978-3-515-09226-5.
- Gottfried Bermann Fischer. Bewahrer und Erneuerer des S. Fischer Verlags. Leipzig 2020, ISBN 3-95565-387-0.
- Kranksein im Sozialismus. Das DDR-Gesundheitswesen aus Patientensicht 1971–1989. Berlin 2022, ISBN 978-3-96289-167-1.